# Neolitsea vidalii
Neolitsea vidalii là một loài thực vật thuộc họ Lauraceae. Đây là loài đặc hữu của Philippines.